# Jürgen Pommerenke
Jürgen Pommerenke (Wegeleben, 1953. január 22. –) olimpiai bronzérmes német labdarúgó.
Az NDK válogatott tagjaként részt vett az 1972. évi nyári olimpiai játékokon és az 1974-es világbajnokságon.

## Sikerei, díjai
Magdeburg
- Keletnémet bajnok (3): 1971–72, 1973–74, 1974–75
- Keletnémet kupa (4): 1972–73, 1977–78, 1978–79, 1982–83
- Kupagyőztesek Európa-kupája (1): 1973–74

NDK
- Olimpiai bronzérmes (1): 1972